# لارا والفوز (فلم)
لارا والفوز (بالإنجليزية: Lara and the Beat)، هُو فيلم دراما نيجيري صدر سنة 2018 وأخرجه توسين كوكر. الفيلم من بطولة كُل من Seyi Shay وVector وسومكلي إياما وWale Ojo وSharon Ooja وShaffy Bello وأوتشي جومبو. عُرض الفيلم لأول مرة في 8 يوليو 2018.

## وصلات خارجية
- مقالات تستعمل روابط فنية بلا صلة مع ويكي بيانات